# Simon de Petkum
Simon de Petkum (født i Nederlandene – død 1692?) var en dansk diplomat.
1652 blev han Frederik III’s agent i Haag og var 1654 hans konsul i Dunkerque; i denne stilling overdroges det ham at få en erklæring af den senere engelske konge Karl II om, at han ikke havde fået de penge, som Corfitz Ulfeldt – for øvrigt med rette – påstod 1649 at have betalt hans repræsentant Markisen af Montrose, og i dette ærende rejste han til Karl i Paris og senere til London. Senere blev han Frederik III's resident i London, og han blev her 1663 et hovedredskab ved Karl II's udlevering af Leonora Christina til Danmark, hvilket gjorde ham forhadt inden for kredse af den danske adel. 1667 kaldtes han tilbage til Danmark. Her støttede han sig til Peder Schumacher Griffenfeld og udsås 1668 til præsident i det kommercekollegium, som agtedes oprettet; under forhandlingerne herom var han en bestemt modstander af det nydannede saltkompagni, men da kollegiet endelig fik sin ordning 1670, trådte Petkum ud af det. 1671 ansøgte han om godtgørelse for sin resterende løn, hvilket vakte fortrydelse hos Christian V; dog fastholdtes bestemmelsen om, at han skulle sendes som gesandt til Sverige for at modarbejde svenskernes forbund med Frankrig. Han kom til Stockholm i september samme år, men han udrettede intet og fik endda skarpe bebrejdelser fra den danske regering for sin optræden; i juni 1672 kaldtes han tilbage. Senere benyttedes han dog gentagne gange til politiske sendelser, navnlig til Haag. Muligvis er han først død efter 1692, thi da omtales hans i Holland efterladte bibliotek og samlinger. Han var uden tvivl en dygtig og snedig forretningsmand med kendskab til handelsforhold og møntvæsen; af en samtidig betegnes han som en smule fri i sin tale og meget snaksom; dansk kunne han, i alt fald 1671, ikke tale.